# Maurice McLoughlin
Pour les articles homonymes, voir McLoughlin.
Maurice Evans McLoughlin, surnommé California Comet ("comète californienne"), né le 7 janvier 1890 à Carson City (Nevada) et décédé le 10 décembre 1957 à Hermosa Beach (Californie), est un joueur de tennis américain.
Il est membre du International Tennis Hall of Fame depuis 1957.
Il était avant-guerre employé dans une fabrique de San Francisco.

## Palmarès
- US Open :
  - Vainqueur en simple en 1912 et 1913 et finaliste en 1911 ; 1914 et 1915
  - Vainqueur en double en 1912 ; 1913 et 1914 et finaliste en 1909 ; 1915 et 1916
- Wimbledon : finaliste en simple en 1913